# Hôtel (52 rue Haute-Saint-Maurice, Chinon)
Pour les articles homonymes, voir Hôtel (homonymie).
L'hôtel (52 rue Haute-Saint-Maurice, Chinon) est un ancien hôtel particulier dans la commune de Chinon, dans le département français d'Indre-et-Loire.
Cette demeure construite au XVe siècle et agrandie au XIXe siècle est inscrite comme monument historique en 1978.

## Localisation
L'hôtel se situe au no 52 de la rue Haute-Saint-Maurice, principale rue traversant la ville d'ouest en est au Moyen Âge et où les demeures médiévales restent très nombreuses. Sis du côté nord de la rue, il tourne sa façade principale vers celle-ci et vers le sud.

## Histoire
La principale campagne de construction de l'hôtel date du XVe siècle, avec l'édification du corps de logis principal et de la tourelle d'escalier. Au XIXe siècle, un corps de bâtiment est construit perpendiculairement au précédent jusqu'à la rue et la cour est fermée d'un mur percé d'un portail.
Ses façades et ses toitures sont inscrites comme monument historique par arrêté du 7 septembre 1978.

## Description
Le corps de logis principal comporte un rez-de-chaussée et trois étages percés de baies gothiques à meneaux donnant sur la cour d'entrée ; intérieurement, certaines d'entre elles sont pourvues de coussièges. Les étages sont desservis par une tourelle polygonale. Un autre bâtiment, à l'est et au nord, délimite une seconde cour ; il est lui aussi pourvu d'une tour,.

## Pour en savoir plus